# Homoneura africana
Homoneura africana är en tvåvingeart som först beskrevs av Adams 1905.  Homoneura africana ingår i släktet Homoneura och familjen lövflugor.
Artens utbredningsområde är Zimbabwe. Inga underarter finns listade i Catalogue of Life.